# Putkilahti
Putkilahti är en sjö i Finland. Den ligger i kommunen Rantasalmi i landskapet Södra Savolax, i den sydöstra delen av landet, 270 km nordost om huvudstaden Helsingfors. Putkilahti ligger 76,1 meter över havet. Arean är 3,64 kvadratkilometer och strandlinjen är 19,46 kilometer lång. Sjön  ingår i Vuoksens huvudavrinningsområde. 